# Лебер, Юлиус
Юлиус Лебер (нем. Julius Leber; 16 ноября 1891, Бисхейм, Эльзас — 5 января 1945, Берлин) — немецкий политический деятель, социал-демократ. Участник антинацистского Сопротивления в Германии, один из лидеров «левого крыла» заговора против Адольфа Гитлера.

## Семья и юность
Сын каменщика Жана Лебера и Катарины Шубецер (родители поженились уже после рождения Юлиуса). В детстве большое влияние на него оказал франкофильски настроенный дед, выступавший за автономию Эльзаса. Окончил профессионально-техническую школу в городе Брейзахе (Баден) в 1908 году, работал подмастерьем на фабрике обоев в том же городе. В 1910 году поступил в высшую реальную школу, которую окончил спустя два года. Во время учёбы зарабатывал на жизнь репетиторством и репортёрской деятельностью.
С 1912 года изучал экономику и историю в университетах Страсбурга и Фрайбурга. В 1912—1913 годах входил в состав католического студенческого союза Rheno-Frankonia, из которого был исключён за нарушение «принципа веры», обязательного для членов союза. В 1913 году вступил в Социал-демократическую партию Германии.

## На военной службе
Прервал обучение в связи с началом Первой мировой войны, вступив добровольцем в армию. Был дважды ранен, произведён в лейтенанты, награждён. После окончания войны служил в пограничной страже «Восток», был зачислен в рейхсвер. В 1920 году, во время «капповского путча» (выступления крайне правых военных и гражданских кругов против Веймарской республики), выступил против его участников. Вскоре ушёл в отставку, так как большинство командиров рейхсвера участвовали в путче или в той или иной степени сочувствовали ему.

## Социал-демократический лидер
Завершил высшее образование во Фрайбургском университете, получив докторскую степень. С 1921 года — главный редактор социал-демократической газеты «Любекер фольксботен» (в начале 1930-х годов в ней сотрудничал будущий канцлер ФРГ Вилли Брандт). С 1921 по 1933 год  — член парламента Любека, в 1924—1933 годах — депутат рейхстага, в котором занимался прежде всего оборонными вопросами. Считался правым социал-демократом, сторонником реформистских взглядов, противником сотрудничества с коммунистами — полагал, что они, как и нацисты, представляют собой угрозу Веймарской республике. В 1928 году раскритиковал руководство СДПГ и роли партии в Веймарской республике: «нужно либо править, либо находиться в ясно выраженной оппозиции. С одной стороны, не иметь желания нести ответственность, с другой стороны, не иметь мужества, то есть предпочитать политику лавирования принятию твердых решений — это самая большая ошибка, какую может совершить политическая партия».

## В тюрьме и концлагере
31 января 1933 года НСДАП, СА, СС, «Стальной шлем» и Земельный военный союз устроили факельное шествие в Любеке в связи с приходом Гитлера к власти. Это спровоцировало столкновения между нацистами и охранявшей их полицией, с одной стороны, и социал-демократической военизированной организацией «Рейхсбаннер» (которой в этом городе руководил Лебер) и другими антинацистскими силами, с другой. В их ходе был ранен Лебер, а утром 1 февраля один из социал-демократов смертельно ранил активиста СА. После этого Лебер был арестован, но вскоре освобождён по требованию рабочих Любека.
В марте 1933 года его вновь арестовали, несмотря на депутатскую неприкосновенность. Он был приговорён к 18 месяцам тюремного заключения по обвинению в том, что являлся «вдохновителем» убийства нациста. Послe окончания срока тюремного заключения, в 1935—1937 годах содержался в концлагерях Эстервеге и Заксенхаузен как «лицо, представляющее угрозу безопасности». В заключении написал работу, в которой считал одной из причин краха Веймарской республики отсутствие надёжных республикански настроенных вооружённых сил и судебных органов. Считал, что социал-демократы допустили принципиальную ошибку, не добившись реорганизации армии и судов.

## Участник движения Сопротивления
В 1937 году был освобождён, стал совладельцем угольной лавки в Берлине — эта деятельность была прикрытием его участия в Сопротивлении. Восстановил связи с активными деятелями германской социал-демократии, в том числе Вильгельмом Лёйшнером, Адольфом Райхвайном, Густавом Дарендорфом и др. С 1940 года находился в контакте с оппозиционными военными деятелями, был близко знаком с графом фон Штауффенбергом. Кроме того, сотрудничал с представителями консервативной оппозиции во главе с Карлом Фридрихом Гёрделером и с «кружком Крейзау», также носившим антинацистский характер.
Рассматривался в качестве кандидата на пост министра внутренних дел в постгитлеровском правительстве страны. Сдружившийся с ним Штауффенберг считал его одним из возможных кандидатов на пост канцлера в послевоенной Германии (сразу же после свержения Гитлера на «переходный период» он считал возможным назначение на этот пост Гёрделера).
Сторонник глубоких социальных преобразований и одновременного перемирия как на Западном, так и на Восточном фронте, Лебер считал возможным и необходимым достижение договорённостей с коммунистами на антинацистской основе. Он и его единомышленники вступили в переговоры с подпольным руководством компартии. Однако их участники — Адольф Райхвайн, коммунисты Антон Зефков и Франц Якоб — были арестованы гестапо 4 июля, после чего 5 июля 1944 года арестовали и Лебера. Историография ФРГ и объединённой Германии полагает, что причиной ареста стало наличие среди коммунистов-подпольщиков гестаповского агента. Историография ГДР, идеализировавшая роль компартии в Сопротивлении, отрицала справедливость этой версии.

## Суд и казнь

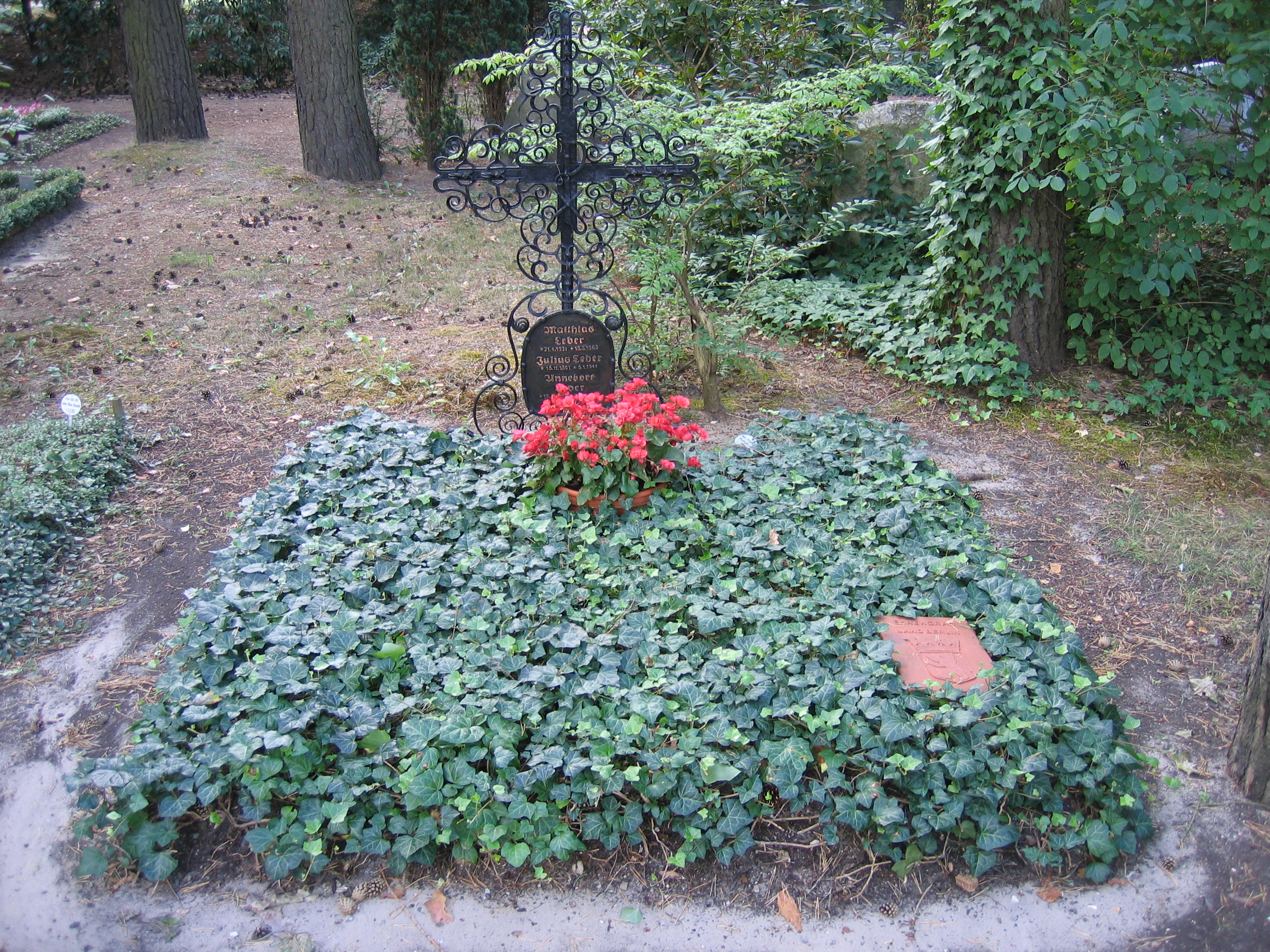
Могила Юлиуса Лебера на Целендорфском лесном кладбище в берлинском Целендорфе

В октябре Лебер предстал перед Народной судебной палатой и был приговорён к смерти. На процессе вёл себя мужественно. Один из присутствовавших на заседании трибунала журналистов вспоминал, что он никогда в жизни не видел такого благородства характера и столь глубокой убежденности в своей правоте, которые проявил Лебер во время объявления ему приговора. Был казнён 5 января 1945 года в берлинской тюрьме Плётцензее.

## Память о Лебере
В Берлине имя Лебера носят казарма, станция городской электрички и мост, в Любеке, Гамбурге, Бремене, Висмаре, Билефельде, Нордхорне, Нюрнберге, Ашаффенбурге — улицы, в Эрфурте и Крайллинге — бульвары. В Эссене существует «Дом Юлиуса Лебера», в котором находится молодёжный центр. В Гамбурге, Франкфурте и Брейзахе в его память названы учебные заведения. В Германии в его честь выпущена почтовая марка.